# Marceli Bogusławski
Marceli Bogusławski (Opoczno, 7 de septiembre de 1997) es un ciclista polaco que corre para el equipo ATT Investments.

## Palmarés
2019
- 1 etapa de la Carpathian Couriers Race

2020
- 1 etapa del Tour Bitwa Warszawska 1920

2021
- 1 etapa de la Vuelta a Rodas
- 1 etapa del Tour de Bulgaria

2022
- 1 etapa del Tour de Tailandia
- Gran Premio Nasielsk-Serock
- 1 etapa del Tour de Estonia
- Visegrad 4 Bicycle Race-GP Polski
- Dookoła Mazowsza, más 1 etapa
- 2 etapas del Tour de Bulgaria

2023
- 1 etapa del Tour del Pays de Montbéliard
- 1 etapa de la Carrera de la Solidaridad y de los Campeones Olímpicos
- 1 etapa del Tour de Sibiu

2025
- 1 etapa del Istrian Spring Trophy
- 2 etapas del Tour de Loir-et-Cher
- 1 etapa del Tour de Estonia
- Carrera de la Solidaridad y de los Campeones Olímpicos, más 1 etapa
- Memoriał Andrzeja Trochanowskiego

## Equipos
- Wibatech Merx (2018-2020)
- HRE Mazowsze Serce Polski (2021-2022)
- Team BikeExchange-Jayco stagiare[1] (2022)[2]
- Alpecin-Deceuninck Development Team (2023-2024)
- ATT Investments (2025-)